# Фоссье, Робер
Робер Фоссье (фр.  Robert Fossier; 4 сентября 1927 — 25 мая 2012) — французский историк-медиевист.

## Биография
Учился в лицее Генриха IV. В 1949 году окончил Национальную школу хартий, по специальности архивариуса-палеографа, с защитой диссертации по экономической жизни аббатства Клерво, от её истоков до конца Столетней войны (1115—1471).
После окончания вуза работал архивариусом в 1949—1953 годах в исторической библиотеке Парижа, преподавателем в 1953—1955 годах в лицее Фонтенбло и в 1955—1957 годах — в лицее Карно в Париже.
С 1957 года — ассистент в Сорбонне, с 1961 года — преподаватель в Университете Нанси II. В 1971—1993 годах — профессор Университета Париж I Пантеон-Сорбонна, где несколько раз избирался деканом исторического факультета. С 1993 года — заслуженный профессор в отставке.
В 1971 году награждён серебряной медалью Национального центра научных исследований Франции (CNRS).
В 1990—1991 годах президент ассоциации выпускников Национальной школы хартий.
Умер 25 мая 2012 года в Мёдоне (пригород Парижа).

## Научная деятельность
Сфера научных исследований Фоссье была сосредоточена исключительно на истории сельского общества Северо-Восточной Франции в период средневековья. В 1968 году он опубликовал свою докторскую диссертацию на тему «Земля и люди в Пикардии до конца XIII века». С 1970-х годов сосредоточил свои исследования и публикации на крестьянстве и феодализме (термин, который он отказался использовать) между XI и XIII веками.

## Книги
- «Земля и люди в Пикардии до конца XIII века». В 2 томах. Париж. 1968. 828 с.
- «История Пикардии». Тулуза. 1974. 458 с. (в соавторстве).
- «Детство средневековья (X—XII века)». В 2 томах. Париж. 1982. 1125 с.
- «Крестьяне на Западе (XI—XIV века)». Париж. 1984. 216 с.
- «Села и деревни на Средневековом Западе». Париж. 1995. 163 с.
- «Социальная и экономическая история Средневекового Запада». Тюрнхаут. 1999. 408 с.
- «Работа в средневековье». Париж. 2000. 316 с.
- «Люди средневековья». Париж. 2007. 408 с.